# Red Steel 2
Red Steel 2 és un Videojoc de tir en primera persona per a la consola Wii desenvolupat per Ubisoft, seqüela de Red Steel. El seu llançament va ser el dia 23 de març del 2010 a Nord-amèrica i el 26 de març del mateix any a Europa.